# Paris–Tours 2009
Das Radrennen Paris–Tours 2009 war die 103. Austragung des Radsportklassikers Paris–Tours und fand am 11. Oktober 2009 statt. Der Belgier Philippe Gilbert, welcher sich im Sprint einer drei Fahrer starken Spitzengruppe gegen Tom Boonen und Borut Božič durchsetzte, gewann das Rennen zum zweiten Mal nach 2008.

## Streckenverlauf
Die Strecke war bei der Austragung 2009 etwa 20 Kilometer kürzer als die traditionelle Route. Das Rennen wurde in Chartres gestartet und führte über 230 Kilometer durch weitgehend ebenes Gelände in den Süden nach Tours. Auf den letzten 10 Kilometern standen mit dem Côte de l'Epan, dem Côte du Pont Volant und dem Côte du Petit Pas d'Ane drei kleinere Anstiege an. Auf der Avenue de Grammont wurde das Rennen entschieden.

## Teilnehmerfeld
Zum Rennen traten 25 Teams, davon 15 aus der UCI ProTour, an. Unter den teilnehmenden Teams befanden sich ag2r La Mondiale, Agritubel, Auber 93, Bbox Bouygues Télécom, Besson Chaussures-Sojasun, BMC Racing, Bretagne-Schuller, Caisse d’Epargne, Cervélo TestTeam, Columbia-HTC, Cofidis, Euskaltel-Euskadi, Française des Jeux, Garmin-Slipstream, Katjuscha, Lampre-N.G.C., Landbouwkrediet-Colnago, Milram, Quick Step, Rabobank, Roubaix Lille Métropole, Saxo Bank, Silence-Lotto, Skil-Shimano und Vacansoleil.

### Favoriten
Da die Route über sehr flaches Gelände führt, ist Paris-Tours traditionell ein Klassiker für Sprinter. Zu den Topfavoriten zählten daher die beiden dominierenden Sprinter der vorangegangenen Rennen Tyler Farrar und André Greipel, der bis zu diesem Zeitpunkt bereits 20 Saisonsiege verbuchen konnte.
Sollte es zu einem Massensprint kommen, konnte auch mit Juan José Haedo, Aljaksandr Ussau, Greg Van Avermaet, Tom Boonen, Allan Davis, Angelo Furlan, Danilo Napolitano, Filippo Pozzato, Borut Božič, Roger Hammond, Óscar Freire, Jimmy Casper, Romain Feillu und Gerald Ciolek gerechnet werden.
Die besten Chancen auf einen Ausreißersieg hatten Vorjahressieger Philippe Gilbert, Thomas Voeckler, Frédéric Guesdon, Nick Nuyens, Alessandro Ballan, Juan Antonio Flecha, Sylvain Chavanel, Martin Reimer und Johnny Hoogerland.

## Rennverlauf
Etwa 25 Kilometer nach dem Start bildete sich eine zehnköpfige Spitzengruppe mit den Fahrern Martin Elmiger, Cédric Pineau, Matthieu Ladagnous, Damien Gaudin, Jean-Luc Delpech, Jonathan Thiré, Mathew Hayman, Aart Vierhouten, Tom Veelers und László Bodrogi. Die Gruppe fuhr bis 132 Kilometer vor dem Ziel einen Maximalvorsprung von 7:15 Minuten heraus. Anschließend begannen die Sprinterteams, vor allem Quick Step und Silence-Lotto, das Tempo deutlich zu erhöhen und reduzierten den Rückstand bis 30 Kilometer vor dem Ziel auf 52 Sekunden. Wenig später wurden die Ausreißer gestellt. Nur Tom Veelers gelang es, dem Feld noch für einige Kilometer zu entkommen. Nach einigen erfolglosen Angriffen mehrerer Fahrer attackierte Greg Van Avermaet am Anstieg zum Côte de l'Epan 8 Kilometer vor dem Ziel und nur sein Teamkollege Philippe Gilbert, Tom Boonen und Borut Božič konnten ihm folgen. Es gelang der Gruppe vor allem durch Tempoarbeit von Greg Van Avermaet, ein größeres Loch zum Feld zu reißen, und sie holte auch kurz darauf den bis dahin führenden Tom Veelers ein. 5 Kilometer vor dem Ziel musste Van Avermaet nach der Tempoarbeit für seinen Kapitän schließlich abreißen lassen. Währenddessen setzte sich Filippo Pozzato vom Feld ab, scheiterte aber mit seinem Vorhaben, die Spitzengruppe zu erreichen.
Etwa 300 Meter vor dem Ziel eröffnete Philippe Gilbert den Schlusssprint. An Gilberts Hinterrad hängte sich Borut Božič und Tom Boonen an dessen. Da der erschöpfte Božič nicht mehr mit Gilbert mithalten konnte und seinen Sprint abbrach, entstand nun eine kleine Lücke zwischen Gilbert und Boonen, der zu spät darauf reagierte. Er kam zwar noch an Gilbert heran, konnte aber nicht mehr an ihm vorbeiziehen. Philippe Gibert überquerte als Erster die Ziellinie und konnte seinen Titel verteidigen. Einige Sekunden später rettete sich Filippo Pozzato vor dem herannahenden, aber inzwischen stark verkleinerten Hauptfeld als Vierter über die Ziellinie.

## Ergebnis
|    | Fahrer               | Land        | Team                         | Zeit       |
| -- | -------------------- | ----------- | ---------------------------- | ---------- |
| 1  | Philippe Gilbert     | Belgien     | Silence-Lotto                | 5h 12' 23" |
| 2  | Tom Boonen           | Belgien     | Quick Step                   | gl. Zeit   |
| 3  | Borut Božič          | Slowenien   | Vacansoleil-Pro Cycling Team | + 2"       |
| 4  | Filippo Pozzato      | Italien     | Katusha                      | + 16"      |
| 5  | Óscar Freire         | Spanien     | Rabobank                     | gl. Zeit   |
| 6  | Francesco Gavazzi    | Italien     | Lampre-NGC                   | gl. Zeit   |
| 7  | Gerben Löwik         | Niederlande | Vacansoleil-Pro Cycling Team | gl. Zeit   |
| 8  | Pablo Lastras        | Spanien     | Caisse d'Épargne             | gl. Zeit   |
| 9  | Martin Reimer        | Deutschland | Cervélo TestTeam             | gl. Zeit   |
| 10 | Jauheni Hutarowitsch | Belarus     | La Française des jeux        | gl. Zeit   |